# Кобеквидские горы
Кобеквидские горы (англ. Cobequid Mountains) — канадская горная цепь, расположенная в Новой Шотландии, в материковой части провинции.

## Геологическая история
Геологически горы Кобеквид считаются частью Аппалачей. Ареал простирается от мыса Чиньекто в округе Камберленд (США) на западе до графства Пикту (Канада) на востоке.
Геологическая история Кобеквидских гор восходит к докембрийскому и девонскому периодам; следовательно, горы состоят из комбинации отложений, гранитов и вулканических пород, все из которых были разрушены и сложены континентальным дрейфом, когда эта часть Новой Шотландии находилась в центре суперконтинента Пангея. Последующая эрозия в течение миллионов лет привела к нынешнему низкому хребту гор и холмистой местности.
Считается, что часть северной Новой Шотландии, в которой находятся горы Кобеквид, была связана с тем, что сейчас является северной Европой. Его столкновение с частью современной Северной Африки привело к нынешнему ландшафту провинции; линия разлома, оставшаяся от этого события, разлом Кобеквид-Чедабукто, простирается вдоль южной части гор Кобеквид, непосредственно к северу от бассейна Минас и залива Кобеквид на восток до Кансо.
Некоторые ошибочно считают, что горы Кобеквид простираются в графство Антигониш дальше на восток, однако этот меньший хребет отличается геологически и называется Пикту-Антигонское нагорье.

## Самые высокие высоты
Самая высокая точка гор Кобеквид — безымянная вершина на восточной стороне долины Вентворт (365 м (1198 футов)). Другие высокие вершины включают гору Хиггинс (364 м (1194 фута)), гору Наттби (360 м (1181 фут)), гору Далхаузи (335 м (1099 футов)) и гору Том (329 м (1079 футов)).

## Ресурсы пресной воды
Ареал содержит множество пресноводных озёр и некоторые родники, образующие истоки, которые текут через ряд небольших рек и ручьев на юг в бассейн Минас и на север в пролив Нортумберленд. Несколько откосов, связанных с бассейном Фанди, образовались из линий разломов, в результате чего на южных склонах гор образовалось несколько водопадов.

## Леса и полезные ископаемые
Леса, покрывающие горы Кобеквид, в основном состоят из лиственных пород сахарного клёна (также известного как «скальный клен») и желтой берёзы на горных склонах, которые осенью представляют собой впечатляющие виды с изменением цвета. В долинах крутых ручьев и рек преобладают насаждения красной ели. Нижние склоны состоят из бальзамической пихты, красной ели, черной ели, белой ели, бумажной березы, красного клёна и серебристого клёна (также известного как «белый клен»).
Осадочные отложения в горах Кобеквид содержат несколько месторождений угля в различных бассейнах, простирающихся по северному склону гор в округе Камберленд (от Джоггинса через реку Хеберт до Спрингхилла) и на южной окраине в Деберте. Магматические породы дали железную руду в Лондондерри.